# Сатиры (альбом)
«Сатиры» — четвёртый студийный альбом советского и российского певца и композитора Александра Градского, выпущенный в 1987 году на лейбле «Мелодия». Альбом представляет собой вокальную сюиту на стихи русского поэта Саши Чёрного (1880—1932).

## Об альбоме
«В литературной основе этой сюиты — стихи Саши Чёрного, взятые из циклов разных лет. Сатира Саши Чёрного, одного из самых читаемых поэтов начала XX века, была направлена против таких людских пороков, как трусость, подлость, глупость, безнравственность, мещанство, которые, к глубокому сожалению, бытуют и в наше время. Отсюда и мысль о написании музыкального произведения, язык которого был бы ассоциативно созвучен тому времени. Это канкан и ранний джаз, романс и „душещипательная“ лирика в популярном тогда во всех сферах культурной жизни стиле „модерн“, образность вокала камерной и оперной музыки… Через призму времени сделал я попытку взглянуть на стихи этого прекрасного поэта и нашёл их вполне современными. Финал сюиты — голоса Карузо и Шаляпина, Бесси Смит и Луи Армстронга, Вертинского, Рэя Чарльза и других — как бы мост от вечных ценностей искусства к сегодняшнему дню»— А. Градский
Альбом записан в студии звукозаписи Всесоюзного радио в 1980 году и вышел в виде двойного винилового альбома только в 1987 году. На протяжении семи лет альбом можно было только достать «с рук» в виде магнитофонных кассет разного формата. Переиздан студией звукозаписи Московского театрально-концертного объединения в 1996 году.

## Список композиций
Все тексты написаны Сашей Чёрным, вся музыка написана Александром Градским.
| №                   | Название            | Длительность |
| ------------------- | ------------------- | ------------ |
| 1.                  | «Театр»             | 6:02         |
| 2.                  | «Ошибка»            | 4:07         |
| 3.                  | «Потомки»           | 4:38         |
| 4.                  | «Споры»             | 3:22         |
| Общая длительность: | Общая длительность: | 18:09        |

| №                   | Название                            | Длительность |
| ------------------- | ----------------------------------- | ------------ |
| 1.                  | «Ночная песня пьяницы»              | 3:53         |
| 2.                  | «Окраина Петербурга»                | 2:32         |
| 3.                  | «Колыбельная (для мужского голоса)» | 4:16         |
| 4.                  | «Гармония (подражание древним)»     | 3:41         |
| 5.                  | «На музыкальной репетиции»          | 3:34         |
| Общая длительность: | Общая длительность:                 | 17:56        |

| №                   | Название            | Длительность |
| ------------------- | ------------------- | ------------ |
| 1.                  | «Опять»             | 4:46         |
| 2.                  | «Обстановочка»      | 2:32         |
| 3.                  | «Жёлтый дом»        | 3:34         |
| 4.                  | «Ламентации»        | 4:37         |
| 5.                  | «Под сурдинку»      | 2:09         |
| Общая длительность: | Общая длительность: | 17:38        |

| №                   | Название            | Длительность |
| ------------------- | ------------------- | ------------ |
| 1.                  | «Остров. Утром»     | 3:42         |
| 2.                  | «Бессмертье»        | 4:22         |
| 3.                  | «Молитва»           | 3:26         |
| 4.                  | «Театр»             | 5:16         |
| Общая длительность: | Общая длительность: | 16:46        |

## В записи альбома принимали участие
- Александр Градский (вокал, ф-но, гитара, бас-синти, пиано-родес, хонер-клавинет, колокола, челеста, вибрафон, ксилофон, ударные, арфа, скрипка, синтезаторы)
- Сергей Зенько (флейта, саксофоны)
- Владимир Васильков (ударные)

## Критика
Евгений Додолев в своей книге «Александр Градский. The Голос» пишет, что в альбоме «достигнута полная гармония между гениальными стихами великого знатока русской души Саши Чёрного и музыкой болеющего за Россию Саши Градского. В стихах — конфликт. То, что является неотъемлемой бытийной частью самого Градского. Это их роднит. Конфликт бесприютного духа и городского пейзажа, чужих грехов и собственных ошибок».